# استان دمیاط
استان دمیاط (به عربی: محافظة دمیاط) از استان‌های کشور مصر است.